# امامزاده علی بن جعفر
امامزاده علی بن جعفر مربوط به سدهٔ ۸ ه.ق است و در قم، خیابان انقلاب (چهار مردان)، جنب گلزار شهدا واقع شده و این اثر در تاریخ ۱۵ آذر ۱۳۱۴ با شمارهٔ ثبت ۲۴۰ به‌عنوان یکی از آثار ملی ایران به ثبت رسیده است. به همین نام، بارگاهی برای وی در سمنان گزارش شده است که به امامزاده علی بن جعفر سمنان شهره است.
شیخ عباس قمی در کتاب منتهی الآمال گفته است که علی بن جعفر، سیدی جلیل القدر عظیم الشأن، شدید الورع و عالمی کبیر و راوی حدیث و کثیرالفضل بوده و تا محمد تقی، بلکه بنا به قول صاحب کتاب عمده الطالب تا زمان علی النقی؛ یعنی خدمت پنج امام شیعه را درک نموده و پیوسته ملازم برادر بزرگوارش موسی کاظم را اختیار می‌نمود و از آن جناب معالم دین و احادیث سیدالمرسلین را اخذ و روایت می کرده است.